# 8-Bit Armies
8-Bit Armies est un jeu vidéo de stratégie en temps réel développé par Petroglyph Games sorti le 22 avril 2016 sur Microsoft Windows et sur Xbox One, et le 21 septembre 2018 sur PlayStation 4.

## Système de jeu
8-Bit Armies est un jeu de stratégie en temps réel conçu pour refléter l'apparence et le gameplay des jeux RTS (real-time strategy) classiques, il propose une campagne solo et un mode multijoueur dans lequel les joueurs s'affrontent ou se battent contre l'IA en mode de jeu coopératif, le jeu adopte une approche très simpliste dans sa façon de jouer et ses éléments graphiques, le graphique présente un style voxel rétro-art 8 bits avec un terrain partiellement destructible. Le gameplay est très similaire à la franchise Command & Conquer, dont beaucoup de développeurs originaux travaillent pour Petroglyph Games, le joueur commence avec un bâtiment de quartier général qu'il utilise pour agrandir sa base afin de pouvoir construire diverses unités militaires pour combattre ses adversaires. Les ressources sont collectées via des camions pétroliers et des raffineries. Les unités et les bâtiments sont construits via un menu cliquable sur le côté droit de l'écran. Le jeu se situe dans un scénario contemporain avec des unités génériques de chars, d'artillerie ou de fusées. À la sortie du jeu, une seule faction était jouable, mais Petroglyph Games a annoncé qu'il prévoyait de publier plus de factions plus tard,,.
Le 28 août 2016, Petroglyph Games a publié 2 DLC gratuits pour le jeu: un pour inclure la 2ème faction appelée «Guardian» et un pour une nouvelle campagne qui inclut la nouvelle faction.
Le même mois, Petroglyph Games a également sorti un spin-off des jeux originaux, appelé 8-Bit Hordes. Il utilise le même moteur que 8-Bit Armies mais propose un scénario sur le thème de la fantaisie. Un deuxième spin-off, appelé 8-Bit Invaders a également été publié et présentait un scénario sur le thème de la science-fiction avec un humain high tech et une faction extraterrestre. Le jeu propose également des batailles multijoueurs permettant aux joueurs de jouer les uns contre les autres avec toutes les factions des trois jeux,.

## Publication et réception
8-Bit Armies est sorti numériquement le 22 avril 2016 sur Steam ainsi que sur GOG.com. La réception du jeu est de mitigée à positive. Les critiques ont reconnu le jeu comme un hommage à la franchise Command & Conquer, avec une approche de jeu simpliste similaire et un style graphique rétro classique. Le système de jeu a été salué comme la force principale du jeu. Certaines critiques ont critiqué le manque de variété: une seule faction est jouable, la campagne ne comporte pas de scénario distinctif et le gameplay peut sembler répétitif. La bande originale, qui a été composée par l'ancien compositeur de Command & Conquer Frank Klepacki, a été notée positivement. En conclusion, les critiques ont décrit le jeu comme un flashback nostalgique qui manque de variété et de motivation à long terme,,,.